# Himno de Oxirrinco

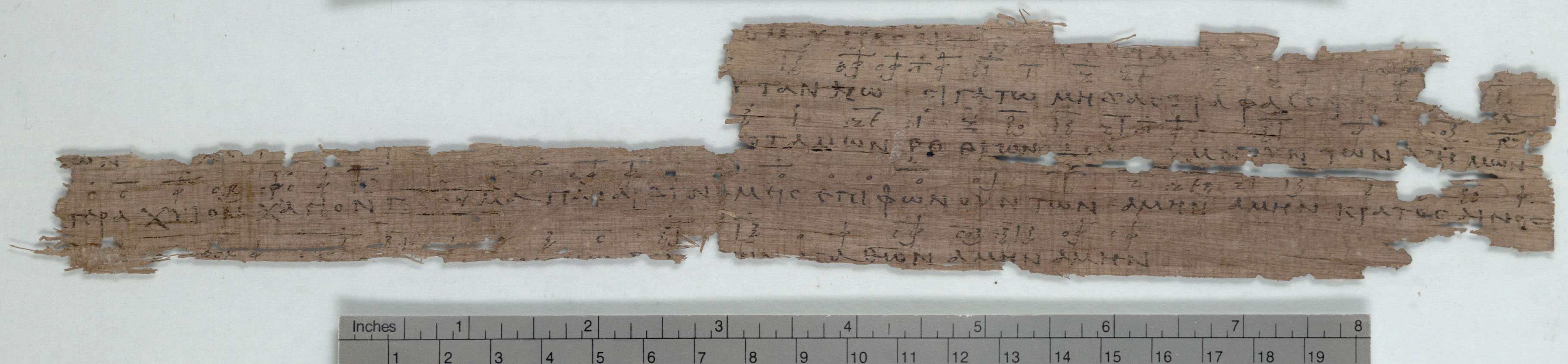
Imagen del papiro 1786.

El himno de Oxirrinco (o P. Oxy. XV 1786) es el más antiguo manuscrito conocido de un himno cristiano que contiene tanto letras de las canciones como notación musical. Se encuentra en el "papiro 1786" de los denominados papiros de Oxirrinco, conservado en las salas de papirología de la Sackler Library de Oxford. Este fragmento de papiro fue descubierto en 1918 y fue publicado por primera vez en 1922. Este himno fue escrito a finales del siglo III.

## Descripción
El texto, en griego, invoca poéticamente al silencio para que la Santísima Trinidad pueda ser alabada.
La música está escrita en notación alfabética griega. Es enteramente diatónica, con un ámbito exacto de una octava de fa a fa una octava más alta, y una final nominalmente en sol (suponiendo una tonalidad sin sostenidos ni bemoles). La notación es hipolidia y emplea los símbolos rítmicos macrón (diseme), leimma + macrón, estigma, guion y dos puntos. El texto es en gran parte silábico, con unos pocos cortos melismas. La métrica del himno es esencialmente anapéstico, aunque hay algunas irregularidades.
A menudo se considera el único fragmento de música cristiana de la Antigua Grecia, aunque Kenneth Levy ha argumentado persuasivamente que la melodía del Sanctus mejor conservada en el medievo occidental, Misa de Réquiem, data del siglo IV  y es similar a la del himno en su textura en gran medida silábica y en la melodía diatónica, con ligeras diferencias. 
Existen varias grabaciones modernas del himno que se han incluido en una serie de lanzamientos discográficos especializados en música griega antigua.

## Texto
.. Que se haga el silencio 
Que las estrellas luminosas dejen de brillar, 
Que los vientos (?) y todos los ríos ruidosos dormiten; 
Y con el himno al Padre, al Hijo y al Espíritu Santo, 
Que todos los poderes añadan "Amén", "Amén" 
Imperio, alabanza siempre y gloria a Dios, 
El único bienhechor, Amén, Amén.

### Discografía
- Atrium Musicæ de Madrid, Gregorio Paniagua. 1979. "Christian Hymn of Oxyrhynchus." Musique de la Grèce Antique. Harmonia Mundi (France) HMA 1901015. Arlés: Harmonia Mundi.
- Christodoulos Halaris. 1992. "Hymn to the Holy Trinity". Music of Ancient Greece. Orata ORANGM 2013. [Greece]: Orata Ltd.
- Ensemble De Organographia. 1995. "Christian hymn, Anonymous (3rd c. AD) Oxyrhynchus papyrus 1786." Music of the Ancient Greeks. Pandourion PRCD1001. Oregon City: Pandourion Records.

### Interpretaciones
- Fichero Midi
- Interpretación de tipo monástico y vídeo

- Datos: Q1632500
- Multimedia: Oxyrhynchus hymn / Q1632500